# Seo Joon-yong
Pour les articles homonymes, voir Seo.
Dans ce nom coréen, le nom de famille, Seo, précède le nom personnel nom complet.
Seo Joon-yong (né le 14 mars 1988) est un coureur cycliste sud-coréen.

## Biographie
Seo se révèle en 2012 en prenant la 2e place de la 7e étape du Tour de Langkawi 2012 derrière Marco Canola. Cette même année, il remporte une étape du Tour de Thaïlande devant un petit groupe de coureurs.
En 2013, il prend part au Tour de Langkawi 2013, où il s'échappe lors de la 2e étape et porte le maillot de meilleur grimpeur un jour. En mai, il participe au Tour du Japon, lors du prologue de 2,65 kilomètres il finit second à 4 secondes du vainqueur Taiji Nishitani. Enfin, lors du Tour de Corée, il lève les bras pour la première fois de la saison en remportant la 8e étape au sprint.

## Palmarès sur route

### Par années
- 2008
  - 7e étape du Tour de Corée
- 2011
  - 3e du Hell of the Marianas
- 2012
  - 5e étape du Tour de Thaïlande
- 2013
  - 8e étape du Tour de Corée
- 2014
  -  Champion de Corée du Sud
  - 3e étape du Tour de Hokkaido
- 2015
  - 5e étape du Tour de Langkawi
  - Tour de Guam
- 2017
  - 5e étape du Tour de Thaïlande

### Classements mondiaux
| Année         | 2008 | 2009 | 2010 | 2011 | 2012 | 2013 | 2014 | 2015 | 2016 | 2017 |
| ------------- | ---- | ---- | ---- | ---- | ---- | ---- | ---- | ---- | ---- | ---- |
| UCI Asia Tour | 213e | nc   | nc   | 283e | 82e  | 131e | 59e  | 62e  | 404e | 271e |

## Palmarès sur piste

### Coupe du monde
- 2008-2009
  - 2e de la course aux points à Melbourne